# Молибденовый концентрат
Молибденовый концентрат — концентрат молибденового сырья.
Концентратом в горной промышленности называют продукт обогащения полезных ископаемых. Концентрат более пригоден для дальнейшей обработки, чем исходное сырьё.

## Получение
Молибденовый концентрат получается путём:
- обогащения молибденосодержащих руд
- гидрометаллургической обработки молибденового сырья

## Дальнейшее использование
Молибденовый концентрат идёт в производство:
- ферромолибдена
- вольфрамсодержащих лигатур (сплавов) на основе молибдена
- солей молибдена
- технической трехокиси молибдена

Молибденовый концентрат обжигают в барабанной вращающейся печи с получением трехокиси молибдена.
При нагревании концентрата образуются токсичные соединения:
- сернистый ангидрид SO2
- серный ангидрид SO3

Они относятся к 3 и 4 классу опасности по ГОСТ 12.1.007.

## Состав
- сульфид молибдена MoS2
- двуокись кремния  SiO2
- соединения фосфора
- сульфид меди Cu2S

## Производство
Молибденовый концентрат выпускают:
- Агаракский комбинат
- Балхашский комбинат
- Сорский комбинат
- Зангезурский комбинат
- Жирекенский комбинат
- Эрденетский комбинат
- KAZ Minerals Aktogay (КАЗ Минералз Актогай)